# Crissy Rock
Christine Murray, nota come Crissy Rock (Liverpool, 23 settembre 1958), è un'attrice britannica.

## Filmografia parziale

### Cinema
- Ladybird Ladybird, regia di Ken Loach (1994)
- Under the Skin - A fior di pelle (Under the Skin), regia di Carine Adler (1997)
- A Boy Called Dad, regia di Brian Percival (2009)

### Televisione
- Springhill - serie TV, 14 episodi (1996-1997)
- Born to Run - serie TV, 6 episodi (1997)
- Dockers - film TV (1999)
- Trial & Retribution - serie TV, 2 episodi (2007)
- Benidorm - serie TV, 31 episodi (2007-2015)

## Premi
- Berlin International Film Festival
  - 1994: "miglior attrice" (Ladybird Ladybird)
- Chicago International Film Festival
  - 1994: "Silver Hugo - Best Actress" (Ladybird Ladybird)
- London Critics Circle Film Awards
  - 1995: "ALFS Award - British Actress of the Year" (Ladybird Ladybird)
- Sant Jordi Awards
  - 1995: "Best Foreign Actress (Mejor Actriz Extranjera)" (Ladybird Ladybird)